# Gösta Hultén
Gösta Viktor Lennart Hultén, född 2 december 1944, är en svensk författare och journalist. Han har studerat juridik vid Stockholms universitet, men har sedan 1980-talet främst varit verksam som chefredaktör för olika facktidningar. Han har därutöver bland annat varit redaktör för tidningen Medborgarrätt och reporter på Sveriges Radio. 
1980 var Hultén med om att bilda Svenska Afghanistankommittén. Från 2002 till 2004 var han ordförande för den tvärpolitiska Guantánamogruppen och 2008 en av initiativtagarna till medborgarrättsrörelsen Charta 2008 och satt i därefter i styrelsen. Charta 2008 kritiserar rättsövergrepp i kriget mot terrorismen. Hultén ledde en uppmärksammad presskonferens när Mehdi Ghezali kom tillbaka till Sverige då han frigetts från Guantánamobasen där han suttit fängslad i två och ett halvt år. I boken Fånge på Guantánamo (2005) kritiserar han USA:s så kallade Guantanamosystem där fångar hålls frihetsberövade utan rättegång och tidsbegränsning. Hultén är också författare och medförfattare till ett tiotal böcker om bland annat media och folkrörelsehistoria.